# Cole Peverley
Cole Peverley, né le 3 juillet 1988 à Auckland, est un footballeur néo-zélandais évoluant au poste de milieu de terrain. Il fait partie de l'équipe de Nouvelle-Zélande qui remporte la Coupe d'Océanie des nations 2008

## Carrière
Cole Peverley signe en 2007 au Hawke's Bay United dans le championnat de Nouvelle-Zélande. Il joue régulièrement, puis après deux saisons, il rejoint Team Wellington en 2009.
Il joue son premier match international le 19 novembre 2008 contre les Fidji. Il intègre l'équipe de Nouvelle-Zélande à la Coupe du monde de 2010 en remplacement de Tim Brown, blessé, 2 semaines avant le début de la compétition. Cependant, ce dernier récupérant plus vite que prévu, il reprend sa place au sein de l'équipe entraînant le départ de Peverley du groupe des 23.

## Palmarès
- Vainqueur de la Coupe d'Océanie des nations 2008 avec la Nouvelle-Zélande